# ITF Women's Circuit 2012
L'ITF Women's Circuit è una serie di tornei gestita dall'organo internazionale del tennis, l'ITF. Lo scopo di questi tornei è quello di permettere, in particolare alle giovani tenniste, di migliorare la loro classifica per giocare in tornei più importanti.

## Calendario

### Legenda
Qui di seguito è presentato il calendario dell'ITF Women's Circuit 2012:
| Torneo da $100.000 |
| Torneo da $75.000  |
| Torneo da $50.000  |
| Torneo da $25.000  |
| Torneo da $10.000  |